# 石山纪念半美元
石山纪念半美元（英語：Stone Mountain Memorial half dollar）是费城铸币局1925年生产的银质50美分硬币，发行主旨是代表石山邦联纪念碑协会为亚特兰大附近的石山纪念馆建设筹资。银币由雕塑家格特森·博格勒姆设计，正面是邦联将领罗伯特·李和石墙杰克森的肖像，背面还有铭文“纪念南方将士的勇猛.”。纪念币起初的发行目的还包括纪念当时去世不久的沃伦·盖玛利尔·哈定总统，但最终成币上没有同他有关的内容。
20世纪初，许多人提议在石山雕刻大型雕塑纪念李将军。石山的业主表示，只要雕塑能在12年内完成，他们就同意将其改建成纪念碑。博格勒姆和项目的其他许多参与者都是三K党人，获聘设计纪念碑后，他提议加大雕像规模，以巨型纪念碑描绘大批邦联军人，并由李、杰克森和邦联总统杰佛逊·戴维斯在前领导。
事实证明，整个项目代价高昂，纪念碑协会于是寻求发行半美元纪念币来为雕像筹资。法案获国会批准，并且为争取北方人士支持还加入纪念哈定的内容，石山纪念碑项目就是在他任内启动。博格勒姆的设计方案多次遭美国美术委员会否决，另经卡尔文·柯立芝总统要求，硬币上所有同哈定有关的内容全部移除。
纪念碑协会在南方各地为纪念币发售投入大量资源，但1925年解雇博格勒姆之举得罪了雕塑家的许多支持者，其中还包括邦联之女联合会。1928年针对筹款开展的审计工作结果表明，支出项目过多、资金使用不当的情况大量存在，纪念碑的建设也在同年停工，最终直到1970年才完成，但规模已经大幅缩减。石山纪念半美元的发行量很大，至今仍有上百万枚留存，所以其价值同其他美国纪念币相比明显偏低。

## 背景
1790年左右，首批欧裔移民开始在乔治亚州迪卡尔布县的石山（Stone Mountain，今亚特兰大东部郊区）周边定居。他们把长约3200米、高约514米的巨型露头称为“岩山”（Rock Mountain）。定居梅肯的阿德雷尔·舍伍德神父（Rev. Adrel Sherwood）于1825年首度把岩山称为“石山”。1839年，新直布罗陀镇（New Gibraltar）在附近建立，再于1947年被乔治亚州议会更名为石山镇。石山大概是从南北战争时期开始成为采石场，采石工作直到20世纪70年代才完全停止。
格特森·博格勒姆（Gutzon Borglum）于1867年在爱达荷领地出生，父亲是皈依摩门教的丹麦移民，有多个妻子。博格勒姆童年时曾在西部多地生活。他决心以艺术创作为生，先后就读旧金山艺术学院、朱利安学院和法国美术学院。博格勒姆在法国遇到罗丹并受到对方的很大影响，于1901年开始放弃绘画，转攻雕塑。1904年，他创作的狄俄墨得斯牝马雕像在圣路易斯举行的路易斯安那购地博览会上赢得金币奖章，然后成为大都会艺术博物馆买入的第一件雕塑作品。

## 构想

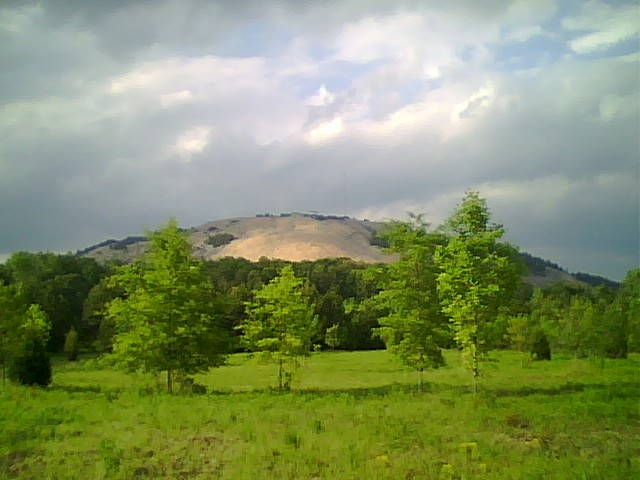
石山

1914年，《亚特兰大乔治亚人报》（Atlanta Georgian）编辑约翰·坦伯·格雷夫斯（John Temple Graves）发文，建议在石山为美利坚联盟国将领罗伯特·李修建纪念碑，“让我们的邦联英雄可以从这片神迹般的隆起上从容地看待历史，直面未来！”亚特兰大律师威廉·特雷尔（William H. Terrell）认为北方已经花了数百万美元为北军将士修筑纪念碑，但南方却没有给予邦联英雄充分尊重，所以他也呼吁建立邦联英雄纪念馆。海伦·普莱恩（Helen Plane，1829–1925）在内战爆发前是亚特兰大有名的美女，她的丈夫在1862年的安蒂特姆战役中战死，从此普莱恩就开始积极奔走，呼吁维护和纪念南方军人的荣誉。
1915年上映的电影《一个国家的诞生》在美国南部激起更多纪念邦联的呼声。身为乔治亚州邦联之女联合会终身名誉主席的普莱恩恳请博格勒姆在石山上雕刻出李将军的形象。石山计划起初只是邦联之女联合会的奋斗目标，官员的初步设想是打造长、宽均为6.1米的纪念碑立到石山上。据称博格勒姆对这样的计划不以为然，称这就像“在谷仓上贴张邮票”。他的提议是创造更加巨大的雕塑，高61米，长400米，为此还在自己位于康涅狄格州斯坦福的工作室制订好计划。博格勒姆的设想包含巨大的邦联陆军群像雕塑，其中包括炮兵、步兵和65名邦联将领，每个南方州的州长可以提名五人。1917年，石山邦联纪念碑协会成立，主旨是为石山的巨型雕塑宣传并筹集资金。业主塞缪尔··维纳布尔（Samuel H. Venable）及家人同意把石山改建成纪念碑，条件是整个工程必须在12年内完成，否则他们就会收回所有产权。1916年5月，纪念碑雕刻工作正式揭幕，次年因美国加入第一次世界大战，项目前期工作随即中断。
维纳布尔和博格勒姆都是此时再度兴起的三K党组织成员，该组织也对石山纪念碑项目产生浓厚兴趣，并且在20世纪大部分时间里都会定期在石山附近扎营。普莱恩曾于1915年致信博格勒姆，称原来的三党在重建时期将南方从“黑鬼统治”中解救出来，建议在雕塑中加入小群身披白袍、看起来正从远方赶来的三党员。
从1920年开始，石山项目因需要大量筹资而逐渐转为由亚特兰大商人控制，纪念碑协会的角色日益边缘化。1923年6月18日，博格勒姆开始在山坡上雕刻李将军的身形，重新拉开雕塑工作序幕。他还计划在李将军身边刻上石墙杰克森和邦联总统杰佛逊·戴维斯。博格勒姆的整体设想是描绘邦联军队的巨型雕塑，将山脚下的花岗岩凿成纪念馆，用于展示艺术品和文物，并以书卷列出赞助人士名单，旁边建起巨大的露天剧场，他估计这些工程的总耗资约为350万美元。不过，整个项目的规模之后被缩减，但不同来源估算的成本和纪念碑尺寸各不相同。博格勒姆签约用三年时间完成李、杰克森和戴维斯的雕像，酬金是25万美元。
事实证明，整项工程耗资巨大，纪念碑协会到1923后11月时已经决定通过发行纪念币来筹资。要达成这一目标，协会需获得国会授权以面值买下所有纪念币，再加价向公众出售。最初提出发行纪念币的人身份尚有争议，纪念碑协会执行秘书长丹尼尔··韦伯（Daniel W. Webb）自称是在家里发现一枚阿拉巴马州百年纪念半美元后想到这个办法。记者哈里·史迪威·爱德华兹（Harry Stillwell Edwards）也有类似说法，并因此得到协会奖励。

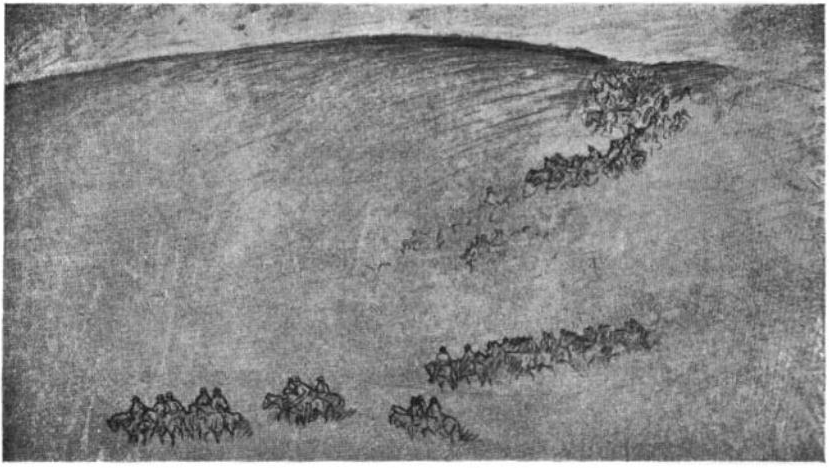
博格勒姆设计的石山巨型雕像

1923年11月16日，爱德华兹致信卡尔文·柯立芝总统（前总统沃伦·盖玛利尔·哈定此时刚刚去世）的秘书巴斯科姆·斯伦普（Bascom Slemp）。经过安排，爱德华兹得以同柯立芝总统面谈，一同与会的还有纪念碑协会主席、亚特兰大律师霍林斯·兰多夫（Hollins N. Randolph，他还是前总统托马斯·杰斐逊的直系后代）和博格勒姆。经过会晤，总统同意支持通过法案授权发行石山纪念币。
据博格勒姆事后回忆，纪念碑协会当初请他给首都人士写信主要是看中他在柯立芝领导的共和党政府中的人脉。他还曾给颇有影响的马萨诸塞州共和党联邦参议员亨利·卡伯特·洛奇写信，敦促对方支持石山纪念币授权法案，这封信显然发挥出实效，1923年下半年，犹他州联邦参议员里德·斯穆特（Reed Smoot）和宾夕法尼亚州联邦众议员路易斯·托马斯·麦克法登（Louis Thomas McFadden）都在洛奇的影响下分别向参议院和众议院递交法案，建议发行石山纪念半美元。麦克法登之后表示，他是因为同博格勒姆是朋友才在议会引荐法案。如果硬币只是纪念南方人士，那么有可能招来其他立场派系的反对，为此法案中加入字句，称新版纪念币还旨在纪念当时去世不久的前总统哈定（俄亥俄州人），因为石山雕塑就是在他任内再度启动。1924年3月6日，法案在众议院获一致首肯通过，五天后经参议院批准，再于3月17日由柯立芝总统签字生效。法案中授权发行纪念币的文段中这样写道：
经美利坚合众国参议院和众议院在议程期间颁布，1923年6月18日在乔治亚州石山开始雕刻的纪念碑旨在纪念南方将士的英勇，这次纪念活动是由他们参与美西战争和世界大战的子孙后代发起，同时还纪念美利坚合众国总统沃伦·盖玛利尔·哈定，雕刻工作就是在他任内启动……

## 准备和设计

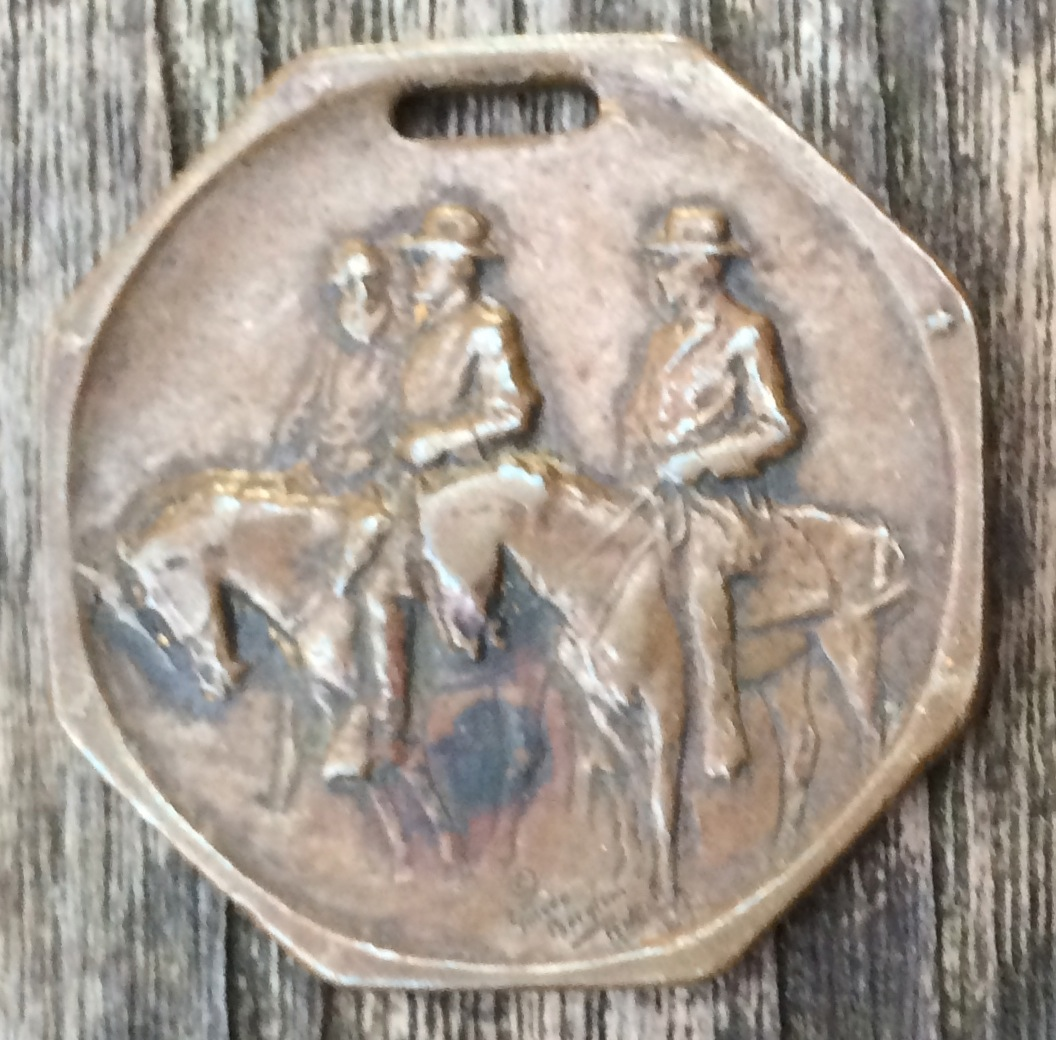
儿童创始人卷轴奖章

从法案通过到1924年5月底，博格勒姆先是忙于设计儿童创始人卷轴奖章，然后再开始设计石山纪念半美元。儿童创始人卷轴奖章是向未满18岁的儿童提供，只要他们为石山的纪念碑赞助一美元即可获得。博格勒姆肯定小幅调整过纪念碑的设计，杰克森在奖章上的姿势同纪念币有差异。博格勒姆制作的模型与最终发行的纪念币不同，上面显示出戴维斯所骑马的前半身，戴维斯本人的面部并未出现，背景中则是行军的战士。设计师还同财政部长安德鲁·W·梅隆面谈，梅隆询问为什么格言（“我们相信上帝”）会放在李将军头部正上方，博格勒姆回应称，这句话是向美利坚联盟国的信念致敬。梅隆接下来又问，硬币正面的13颗星星代表什么，博格勒姆称这是梅森-迪克森线北侧的州，可以认为这些州代表最初组成联邦的13个殖民地。梅隆听到这些解释后笑了起来，然后初步表态批准设计方案。7月2日，梅隆将设计图案呈交柯立芝总统，然后再转交美国美术委员会提供建议。

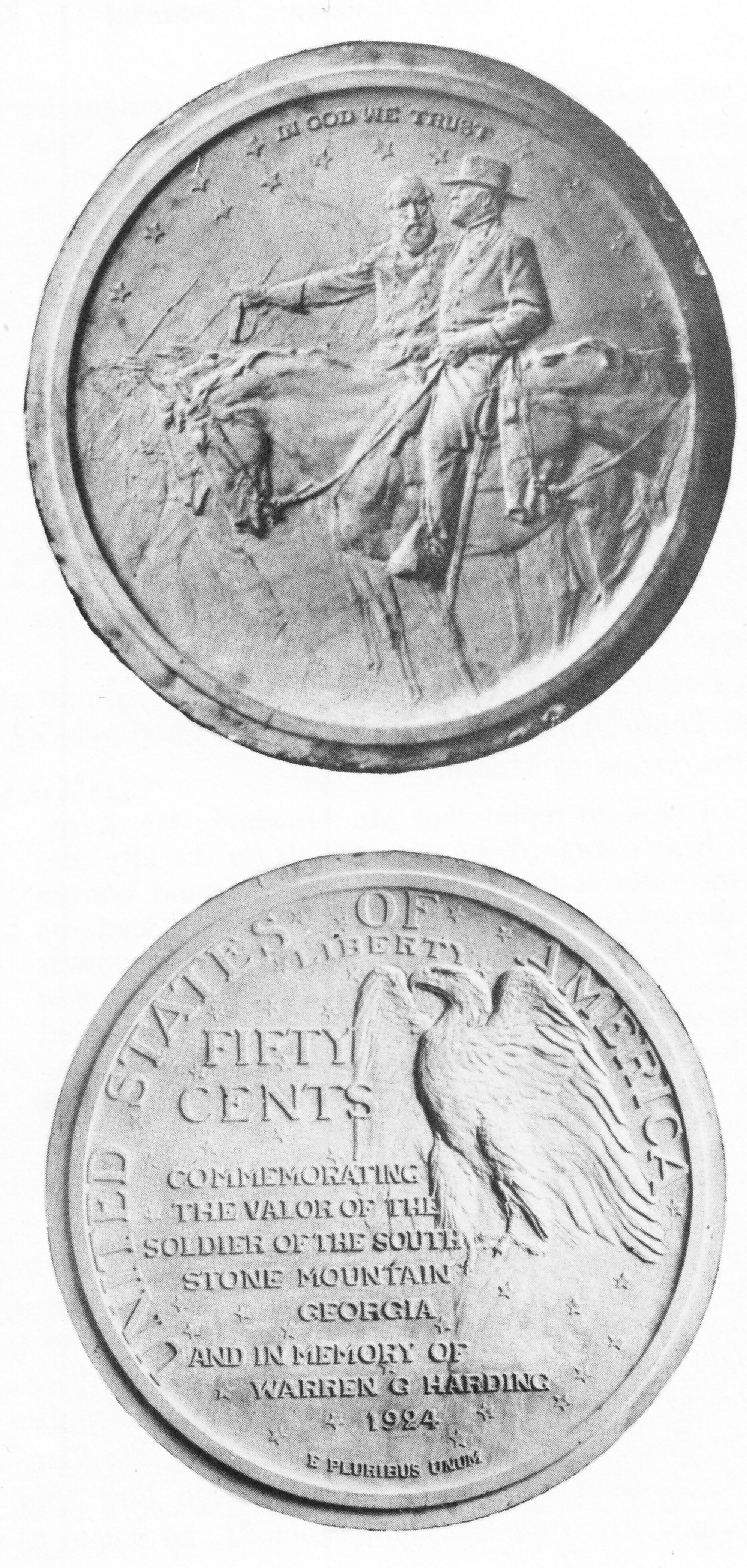
博格勒姆为半美元制作的原版模型

据钱币学家威廉·海德（William D. Hyder）和··科尔伯特（R.W. Colbert）记载，“即便是用客气一点的话来讲，喜怒无常的博格勒姆也把几乎所有同他合作的人都得罪了。”在两人看来，雕塑家因在艺术领域颇受青睐而变得傲慢，但他的设计方案却在美术委员会碰了钉子。收到设计方案八天后，美术委员会委员、雕塑家兼野牛镍币的设计者詹姆斯·厄尔·弗雷泽（James Earle Fraser）就表态否决博格勒姆的初步方案。纪念币背面的铭文包含向哈定致敬的内容，但弗雷泽觉得这样的文字毫无艺术美感。8月14日，博格勒姆又递交第二套方案，但同样遭拒，委员会批评设计方案似乎不是专为半美元制作，而是另一个更大设计图案的组成部分。博格勒姆觉得这都是些“愚蠢至极的建议”，本打算无视，但纪念碑协会要求他必须完成硬币设计，否则就要叫他卷铺盖走人。设计师本来担心背面内容太过拥挤，打算去掉老鹰，但由于柯立芝总统不喜欢铭文中提及哈定的部分，因此这些文字省去后又多出部分空间，老鹰也得以保留。1924年10月10日，弗雷泽终于批准设计方案，博格勒姆前后制作的石膏模型有九套之多。
虽然设计方案已经获得所有必须的审批，但费城铸币局认为国会法案规定纪念币上必须提及哈定，所以拒绝开始铸币前期的准备工作。10月31日，博格勒姆致电柯立芝告知此事，总统于次日确认他已批准硬币设计。虽然纪念币已经得到联邦政府支持，但北军内战退伍军人组织共和国大军仍在设法阻止，在该组织眼中，这种1924年末至1925年初经游说获得授权的硬币是在向叛国罪行致敬。博格勒姆需要花费时间设计半美元，石山的岩石又存在不利于雕刻的缺陷，此前儿童创始人卷轴奖章的销售收入也不足以满足开销需求，再加上纪念碑协会预计需要为纪念币销售组织宣传活动而停止为项目筹资，这些因素共同影响，导致纪念碑雕刻工作进度放缓（此时已开始刻制杰克森的头部）。
半美元的正面是经博格勒姆修改之前的奖章设计而成，不同点主要是硬币上没有邦联总统戴维斯，只有骑在马上的邦联将领李和杰克森，其中杰克逊没有戴帽子。李和杰克森在北部都受到尊重，但人们还无法接受联邦硬币上出现戴维斯的形象。正面上方有13颗星，代表加入或有派系支持美利坚联盟国的州。纪念币最右侧、马的尾巴附近有设计师的姓名首字母缩写。硬币背面主体图案是一只伸开翅膀的老鹰停在山顶上，这只老鹰代表自由。背面一共还有35颗星，据称是代表内战开始时美国的州份数量，但1861年时美国实际上只有34个州，之后是1863至1864年间才有35个州，此时西弗吉尼亚州刚刚加入联邦，内华达州尚未加入。
1971年，艺术史学家科尼利厄斯·弗缪尔（Cornelius Vermeule）在著作中指出，石山纪念半美元是美国艺术中的异类代表，设计者实际上是把硬币作为尚未完工作品的初步比例模型。在他看来，博格勒姆之前设计的奖章因有戴维斯的形象而更富艺术魅力，并且雕塑家被美术委员会否决的原版设计更加优秀。虽然戴维斯本人的形象已经略去，但背景中的行军将士给整体图案带来运动感，这种运动感又经戴维斯所骑马的头部得以平衡。弗缪尔认为，原版设计集纪念价值和力量于一身，本有望经过非同寻常的缩减后融合成有限但又不落俗套的历史空间，造就辉煌壮丽的硬币篇章。

## 生产和争议

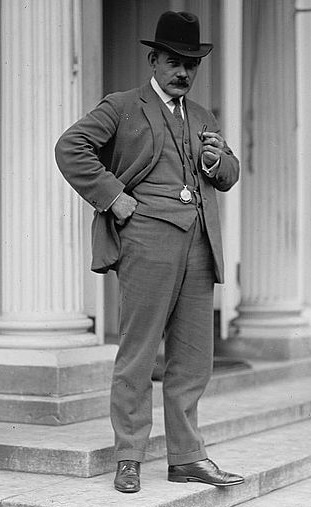
1924年，博格勒姆在白宫留影

博格勒姆的模型经纽约奖章用品公司转制成铸币金属模具。1925年1月21日，费城铸币局在杰克森将军诞辰101周年之际用奖章压制机生产出首批共1000枚石山纪念半美元，设计师和纪念碑协会官员都有出席。首枚半美元是用乔治亚州出产黄金制成的坯饼打造，用于呈交柯立芝总统。第二枚固定在银质牌匾上，之后送给财政部长梅隆。剩下的998枚分别装入带有编号的信封，其中有一部分送给政府或协会官员、以及参与石山纪念馆项目的各界人士。国会一共授权发行500万枚半美元，铸币局在1925年1至3月间共出产231万4709枚，其中4709枚由铸币局保留，等待来年化验委员会的年度检验。前1000枚纪念币是由兰多夫直接支付黄金购买，剩下的送到已预先向政府支付货款的联邦储备银行亚特兰大分行。
1924年1月19日，纪念碑协会在李生日当天为已经完成的将军头像揭幕，但只过了几个月，协会同博格勒姆的关系就已变得十分紧张。之前设计奖章存在的技术问题、巨型雕像创作过程中的磨擦，以及共和党人博格勒姆和民主党人兰多夫之间的政治分歧，共同导致两人逐渐势同水火。博格勒姆、维纳布尔和兰多夫各自支持不同人选出任三党的全国领导人。设计师和协会相互指责，都称对方贪污款项，博格勒姆还提议由他组建财团从铸币局买下半美元纪念币，再将销售所得利润直接投入工程开销。兰多夫觉得这样的建议实在荒谬，如果得到满足，雕塑家就可以“在山上爱刻啥就刻啥”。博格勒姆则指控兰多夫把项目捐款当成私房钱，想怎么花就怎么花。这些纠纷逐渐为外界所知，纪念碑协会于1925年2月解雇博格勒姆。兰多夫称，博格勒姆被炒的其中一个重要原因是他设计半美元所花时间实在太长，达七个月，据他所说，任何有真本事的艺术家都可以在三个星期内完成这项工作。对于协会主席的说法，海德和科尔伯特有不同意见，两人指出，历史上极少有纪念币是在短短三周内设计完成。兰多夫还指控设计师故意拖延进度，存心要让协会难堪。戴维·弗里曼（David B. Freeman）对此表示，虽然博格勒姆同协会存在多处冲突，但实际上却是这种纪念币为他在石山的工作划上句点。
博格勒姆遭解雇后把自己为纪念碑制作的模型摧毁，纪念碑协会为此以毁坏财物罪起诉。博格勒姆前往邦联之女联合会亚特兰大分会向会员演说，但他的助手杰西·塔克（Jesse Tucker）突然冲进现场，没有任何解释就急忙带着雕塑家离开，仅片刻之后，就有副警长到达现场出示搜查令。虽已离开乔治亚州，但博格勒姆还是在北卡罗莱纳州的格林斯伯勒被捕，不过，纪念碑协会之后放弃引渡程序，博格勒姆也很快获准保释。重获自由后，博格勒姆很快获邀到南达科他州拉什莫尔山创作巨型雕塑。这一系列事件对纪念碑协会的筹款工作造成负面影响，有关协会滥用大笔资金的指控更令局面雪上加霜。

## 宣传和销售
纪念碑协会聘请奥古斯塔斯·卢克曼（Augustus H. Lukeman）接替博格勒姆的位置，博格勒姆在石山的所有工作成果最终都没有保留下来。不过，同雕塑家之间的争端并不妨碍半美元的继续推广，协会还请来纽约公关哈维·希尔（Harvey Hill）为纪念币造势。纪念碑协会希望借将首枚纪念币呈交柯立芝总统之机抵销负面消息的不良影响，但白宫方面没有同意这份请求，称“正式的呈交活动不会有任何好处。”石山纪念半美元于1925年7月3日开始正式发售（但也有部分硬币早在5月就已开始展示），单价一美元。纪念币被送往全美各地的约3000家联邦储备银行，以纪念碑协会的名义销售。南方白人称颂硬币是分裂主义达成和解的象征，联邦政府最终还是对邦联的遗志顶礼膜拜。
硬币通过银行发售，联邦储备银行根据市场需求调配供应，运输费用由纪念碑协会承担。协会在南方各州、俄克拉何马州和哥伦比亚特区多地设立分支机构，各州州长都是其辖区内协会分会名义上的负责人。为了给硬币销售铺路，南方州长大会于1925年7月20日召开，各分会负责人或代表达成一致，决定“按白人人口及银行存款数额”分配销售配额。纪念币销售单价为一美元，地方分会需开展促销活动。推销半美元的整体营销活动被戏称为“收获行动”，同1925年7月的州长大会一起开始。乔治亚州州长克利福德·沃克（Clifford Walker）对其他州长表示，如果没能达成售出250万枚纪念币的目标，那么南方将会永远蒙羞。话虽如此，沃克并并未在宣传工作中投入多少时间。
虽然志愿者的热情对于收获行动而言至关重要，但高层人士却并不是无偿投入，州级负责人的付出有薪金和提成补偿。南卡罗莱纳州众议院书记员··吉布斯（J.W. Gibbes）获聘担任该州分会的执行董事，承诺售出10万枚半美元后，他在1926年拿到近3500美元薪金和提成奖励。南方各地的志愿者组织商务午餐会销售硬币，邦联之女联合会驻各地分会成批购买纪念币作为礼物送给还在世的内战老兵。佛罗里达州的销售配额是17万5000枚半美元，每个城镇都有销售任务，大部分地方配额最终都由同济会或扶轮社承担下来。据报导，亚特兰大的·伯顿·贝斯夫人（Mrs. N. Burton Bass）的销售业绩甚佳，曾在一个下午卖出233枚纪念币。为了奖励卖出大量硬币的邦联之女联合会会员，各地还举办了一系列舞会。但据海德和科尔伯特记载，能有贝斯夫人那样销售佳绩的女性还是很少，许多城镇都难以找出适当人选负责纪念币发售。南方以外地区主要是由协会聘请的三名专业公关人士促销。为保持公众兴趣，协会公布卢克曼的石山项目概念图，其规模比之前博格勒姆的版本要小，三名邦联领袖都骑在马背上。虽有一系列宣传活动造势，但硬币销售情况还是不及预期。1925年下半年，协会向北方银行开出优厚条件，每售出一枚半美元可提成七美分，但已无从考证当时是否有银行接受。共和国大军的持续反对令纪念币在北方的销售受阻，同时还有相当数量的报社发文批评硬币。

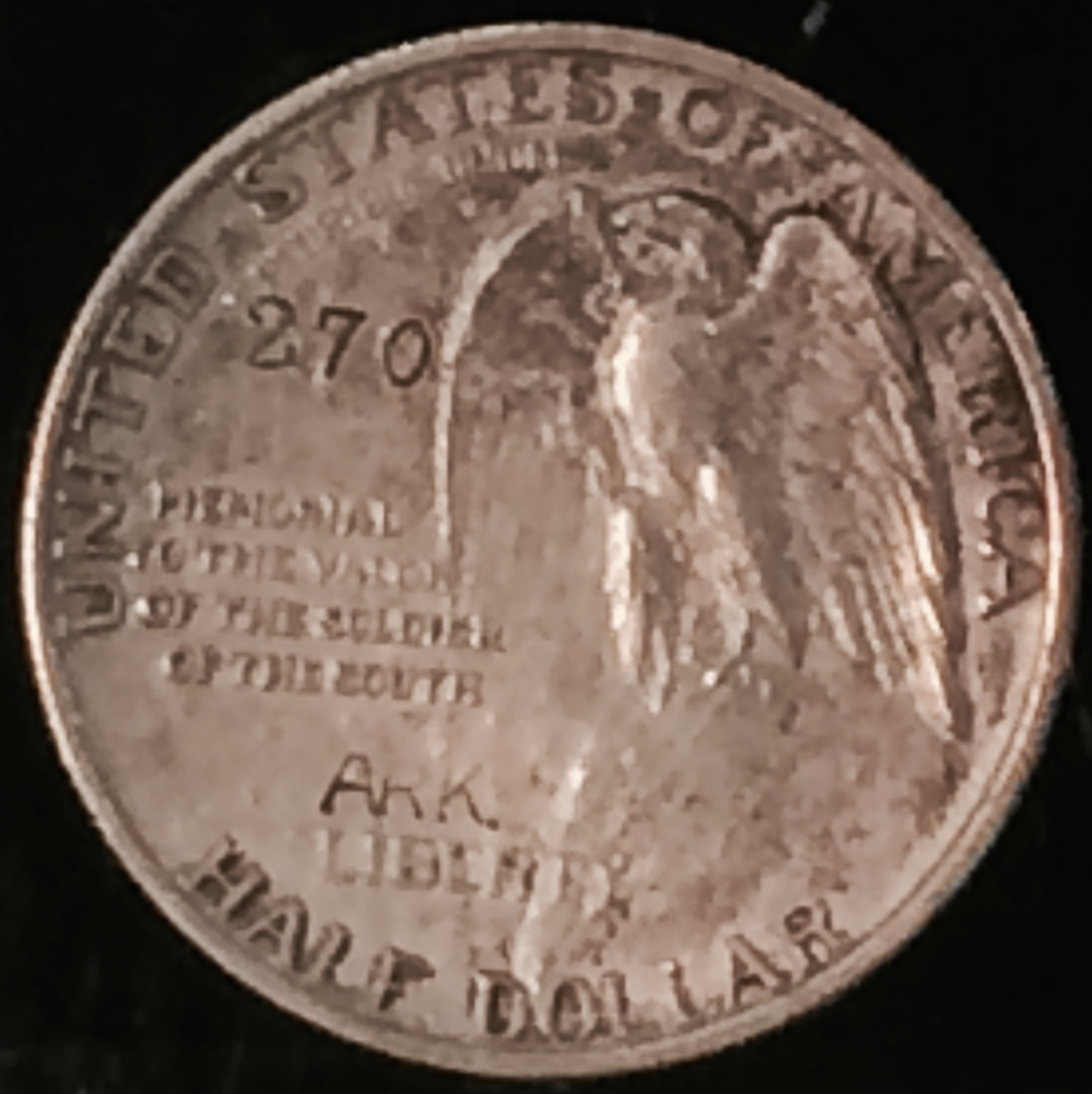
带有戳记的石山纪念半美元

为了推动筹资进展，收获行动的组织者决定在部分硬币上增加戳记后加价出售。这些戳记包括字母和数字，位置和深浅都完全相同，据信是由纪念碑协会加刻。有些硬币上的戳记字母就是州名的缩写，后面加上数字，再送到各城镇拍卖。据吉布斯所述，这些带戳记的半美元在南卡罗莱纳州的价格范围在十至110美元不等，平均达23美元，他还建议硬币拍卖效仿布雷登顿的形式，这里有一枚带戳记的纪念币创下1300美元的价格纪录。各城镇分配的戳记号码全凭抽签决定。另有部分硬币的戳记带有（邦联之女联合会英语原名的首字母缩写）和州名缩写，之后附上的数字可能代表会员或分会编码。这些纪念币主要用来赠送给值得特别荣誉的会员，如即将离任的主席等。但是，协会解雇博格勒姆之举得罪了邦联之女联合会的许多会员，这些半美元的销量很不理想。纪念碑协会还宣布向邦联退伍老兵之子联合会推销半美元的计划，但后续发展缺乏记载，无法确定有无纪念币是通过这项计划售出。很长一段时间里，收藏家都难以确定戳记和代表的含义。2011年1月，《钱币学家》杂志刊出·史蒂夫·戴特里特（A. Steve Deitert）的文章，称和是“金领夹”（Gold Lavalier）和“银领夹”（Silver Lavalier）的缩写。这些硬币是送给各县青年女子纪念币销售冠军和亚军的礼物。
纪念碑协会还通过其他手段兜售硬币。例如请商家大量购买，巴尔的摩与俄亥俄铁路公司、南方消防员基金保险公司、可口可乐公司和多家银行都买下数以千计的纪念币，其中大部分之后作为促销手段赠送给公众。南方以外地区可以通过当地银行定购石山纪念半美元，圣路易斯一间银行向开设余额不低于五美元账户的储户赠送纪念币，巴尔的摩与俄亥俄铁路公司则用这些硬币作为零钱找赎。
1926年3月31日，纪念碑协会中止收获行动，这很可能是因为销售情况不够理想，没有必要再为此付出薪金和提成奖励。各地银行尚未卖出的半美元运回联邦储备银行，所有信贷余额由纪念碑协会回收。收获行动共售出约43万枚硬币。此后，人们还是可以直接从协会和联邦储备银行购买纪念币，但单价提升到二美元。由于促销活动结束、售价又翻了一倍，半美元销量锐减，但这其中也有例外情况：经市长吉米·沃克（Jimmy Walker）主持，纽约市在1926年以一美元单价成功售出25万枚石山纪念半美元。当时颇有名气的投资人伯纳德·巴鲁克（之后成为伍德罗·威尔逊和富兰克林·德拉诺·罗斯福两位总统的经济顾问）是纽约硬币销售组委会的名誉主席，他还自掏腰包买下一些纪念币。

## 余波

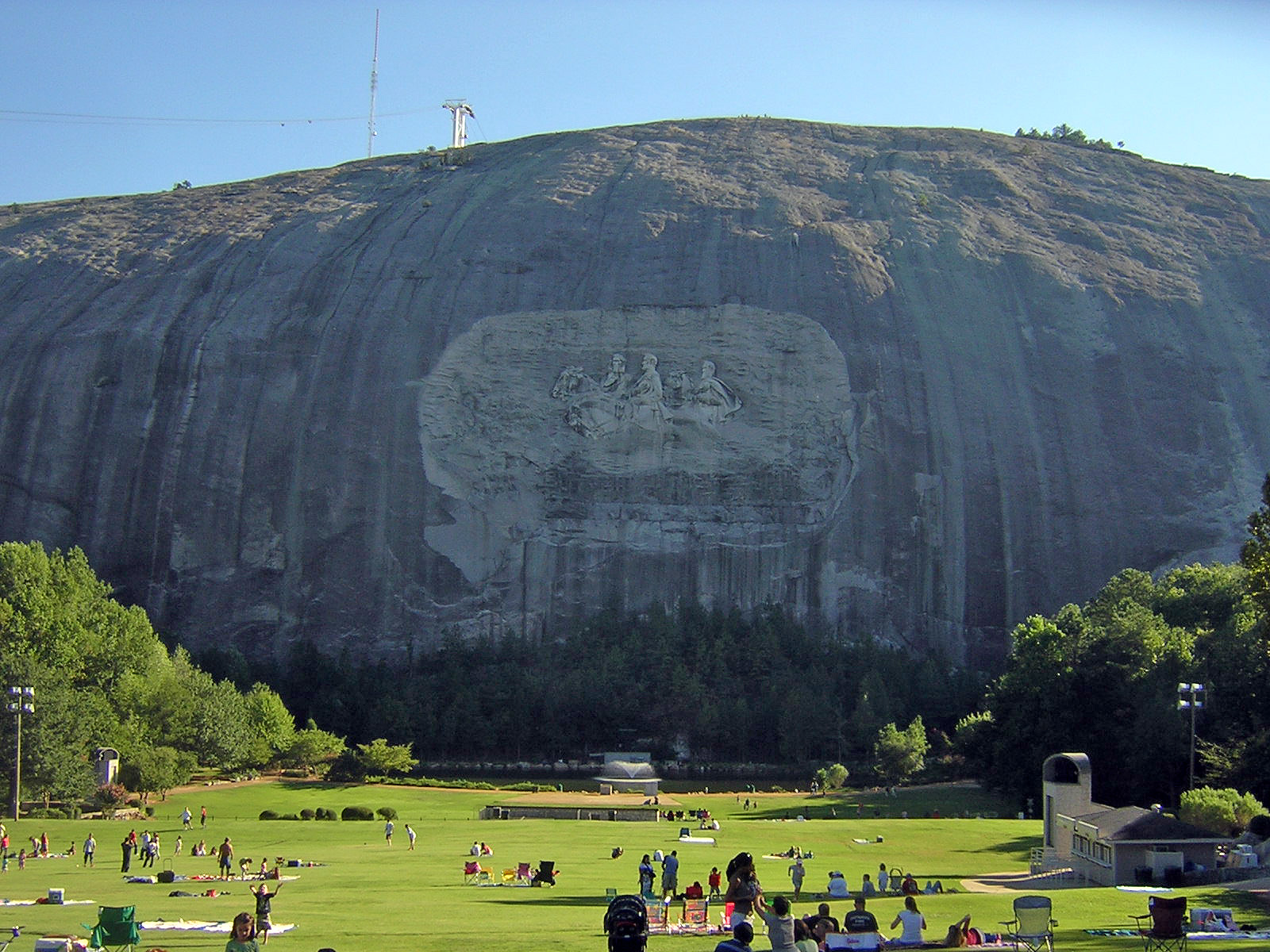
2007年的石山

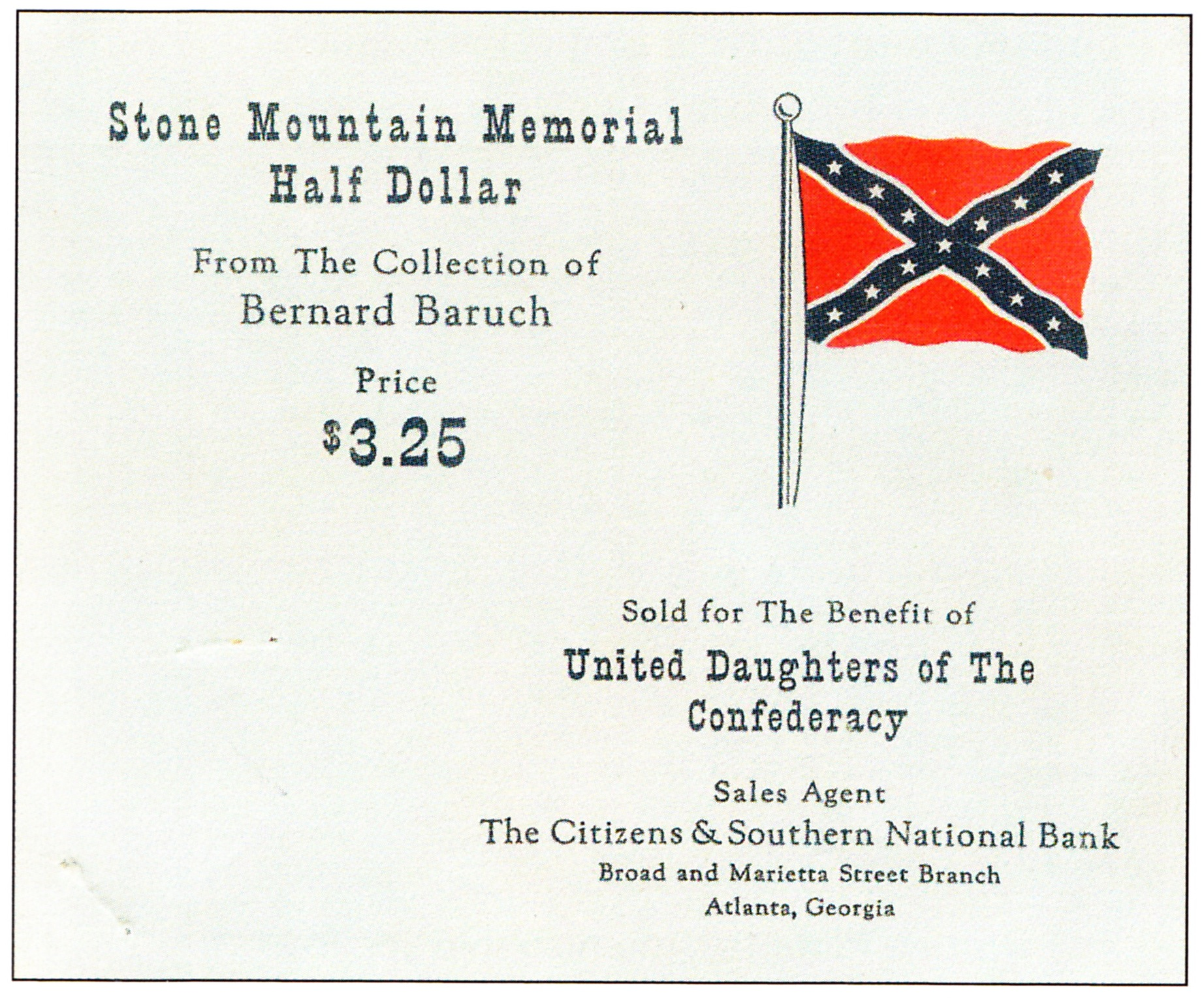
伯纳德·巴鲁克将纪念币转卖时所附的卡片

邦联之女联合会亚特兰大分会于1927年出版宣传册，指控纪念碑协会解雇博格勒姆之举失当，而且挥霍了25至50万美元。1928年，纪念碑协会的帐簿受到审计，审计员发现大部分记录井然有序，但涉及收获行动的部分有欠完整。审计结果表明，销售半美元的收益中，平均每三美元就有两美元花在营销上，海德和科尔伯特认为如此之高的销售成本简直“不可思议”。纪念碑协会筹得的所有资金中，仅有27%真正用在石山的雕刻工程上。维纳布尔称，石山纪念馆项目已经“沦为历史上最惨重的失败。”
审计结果出炉后，纪念碑协会名誉扫地，乔治亚州参议院经表决通过指控协会在资金管理上严重不善。维纳布尔明确表示，除非兰多夫从协会辞职，否则他根本不会考虑重新磋商12年期限问题，因此兰多夫只能辞职，他的从政生涯也因这起丑闻告终。随着资金告罄，协会于1928年5月31日中止石山项目，双方的协商未能达成共识，维纳布尔一家经起诉成功收回物业产权。博格勒姆此时已是亚特兰大的民间英雄，20世纪30年代初，许多人都希望他能回归石山项目，但雕塑家正忙于创作拉什莫尔山的巨型雕塑，实在分身乏未。博格勒姆于1941年辞世，石山纪念碑依然毫无进展。1958年，乔治亚州议会拨款买下石山产权，再于五年后选中沃克·柯特兰·汉考克（Walker Kirkland Hancock）作为架构师。最终包括李、杰克逊和戴维斯形象的雕塑于1970年揭幕，同博格勒姆最初的设计只有少许相似之处。整幅作品高27米，宽58米，至今仍是世界上最大的浮雕。
1930年，财政部长梅隆在报告中称，虽然铸币局没有保留石山纪念半美元，但据他了解，这种硬币还有大量存放在银行。经过协商，共有100万纪念币送回铸币局融毁。即便如此，乔治亚州政府依然拥有相当数量的石山纪念半美元在1933年的世纪进步博览会销售。20世纪30年代，还有许多纪念币开始在市场流通。20世纪50年代，乔治亚州某银行以3.25美元单价出售曾为巴鲁克所有的半美元，准备用所得收益在弗吉尼亚州里士满修建楼房，纪念巴鲁克的母亲（南方人）。扣除所有融毁的银币，石山纪念半美元的发行总量为131万4709枚。
由于存量太大，石山纪念半美元的价值同其他美国纪念币相比明显偏低。根据理查德·约曼（Richard S. Yeoman）2014年版的《美国钱币指南手册》（A Guide Book of United States Coins），几乎未流通过（成色分级“-50”）的石山纪念半美元价值65美元，如果是接近原始状态的“-66”级，则可以达到335美元。

### 脚注
1. ↑  LaMarre，第34頁.
2. ↑  LaMarre，第35頁.
3. ↑  LaMarre，第34–35頁.
4. 1 2  Freeman，第56–57頁.
5. 1 2 3 4 5 6  Flynn，第175頁.
6. 1 2 3  LaMarre，第36頁.
7. 1 2 3 4 5 6  Bowers Encyclopedia, Part 47.
8. 1 2  Hyder & Colbert，第2頁.
9. ↑  Swiatek & Breen，第227頁.
10. ↑  Freeman，第61–62頁.
11. ↑  Freeman，第66, 72頁.
12. ↑  Hyder & Colbert，第3頁.
13. ↑  Freeman，第80–81頁.
14. ↑  Freeman，第81頁.
15. ↑  Hyder & Colbert，第3–4頁.
16. 1 2 3  Slabaugh，第63頁.
17. ↑  Flynn，第350頁.
18. 1 2 3 4  Hyder & Colbert，第4頁.
19. ↑  Taxay，第75–76頁.
20. 1 2  Freeman，第82頁.
21. ↑  Taxay，第74–77頁.
22. 1 2 3 4  Swiatek & Breen，第228頁.
23. ↑  Taxay，第77頁.
24. 1 2  Hyder & Colbert，第5頁.
25. 1 2  Freeman，第83頁.
26. 1 2  Slabaugh，第64頁.
27. ↑  Swiatek，第177頁.
28. ↑  Vermeule，第169–170頁.
29. ↑  Bowers Encyclopedia, Part 48.
30. ↑  Hyder & Colbert，第6頁.
31. ↑  Flynn，第176頁.
32. 1 2  Freeman，第99頁.
33. 1 2 3  Hale，第33–34頁.
34. ↑  Freeman，第93頁.
35. ↑  Freeman，第84頁.
36. ↑  Freeman，第86頁.
37. ↑  1935年4月4日《纽约时报》.
38. ↑  Hale，第34頁.
39. ↑  Bowers Encyclopedia, Part 49.
40. ↑  Freeman，第111頁.
41. ↑  Hyder & Colbert，第6–7頁.
42. ↑  Hale，第30頁.
43. 1 2  Hyder & Colbert，第7頁.
44. 1 2  Freeman，第100頁.
45. ↑  Swiatek & Breen，第229頁.
46. ↑  Hyder & Colbert，第9頁.
47. 1 2  Jones，第396頁.
48. ↑  Hyder & Colbert，第12頁.
49. ↑  Freeman，第101頁.
50. ↑  Freeman，第101–102頁.
51. ↑  Freeman，第103頁.
52. ↑  Freeman，第104頁.
53. ↑  Freeman，第107頁.
54. ↑  Jones，第395頁.
55. ↑  Swiatek，第178–179頁.
56. ↑  Deitert，第39頁.
57. ↑  Hyder & Colbert，第14–16頁.
58. ↑  Deitert，第37–39頁.
59. ↑  Swiatek & Breen，第228–229頁.
60. 1 2 3  Bowers Encyclopedia, Part 50.
61. ↑  Freeman，第106–107頁.
62. 1 2  Bowers Encyclopedia, Part 51.
63. ↑  Hyder & Colbert，第17–18頁.
64. ↑  Freeman，第119頁.
65. 1 2  Bowers Encyclopedia, Part 52.
66. ↑  Hyder & Colbert，第18–19頁.
67. ↑  Freeman，第116–119頁.
68. ↑  Hyder & Colbert，第19頁.
69. 1 2  Yeoman，第291頁.

### 书目
- Flynn, Kevin. . Roswell, Ga.: Kyle Vick. 2008. ASIN B001P1OOH8.
- Freeman, David B. . Macon, Ga.: Mercer University Press. 1997  [2016-08-25]. ISBN 978-0-86554-547-2. （原始内容存档于2016-08-28）.
- Hyder, William D.; Colbert, R.W. . Colorado Springs, Col.: American Numismatic Association (pamphlet with reprint from March 1985 The Numismatist). 1985.
- Jones, John F. . The Numismatist (American Numismatic Association). 1937-05: 393–396  [2016-08-16]. （原始内容存档于2016-09-19）.
- Slabaugh, Arlie R.  second. Racine, Wis.: Whitman Publishing (then a division of Western Publishing Company, Inc.). 1975. ISBN 978-0-307-09377-6.
- Swiatek, Anthony. . Chicago: KWS Publishers. 2012. ISBN 978-0-9817736-7-4.
- Swiatek, Anthony; Breen, Walter. . New York: Arco Publishing. 1981. ISBN 978-0-668-04765-4.
- Taxay, Don. . New York: Arco Publishing. 1967. ISBN 978-0-668-01536-3.
- Vermeule, Cornelius. . Cambridge, Mass.: The Belknap Press of Harvard University Press. 1971. ISBN 978-0-674-62840-3.
- Yeoman, R.S.  67th. Atlanta, Ga.: Whitman Publishing. 2013. ISBN 978-0-7948-4180-5.

### 其他来源
- Bowers, Q. David. . Commemorative Coins of the United States: A Complete Encyclopedia.   [2016-08-14]. （原始内容存档于2016-08-08）.
- Bowers, Q. David. . Commemorative Coins of the United States: A Complete Encyclopedia.   [2016-08-14]. （原始内容存档于2016-08-09）.
- Bowers, Q. David. . Commemorative Coins of the United States: A Complete Encyclopedia.   [2016-08-14]. （原始内容存档于2016-08-09）.
- Bowers, Q. David. . Commemorative Coins of the United States: A Complete Encyclopedia.   [2016-08-14]. （原始内容存档于2016-03-24）.
- Bowers, Q. David. . Commemorative Coins of the United States: A Complete Encyclopedia.   [2016-08-14]. （原始内容存档于2016-08-08）.
- Bowers, Q. David. . Commemorative Coins of the United States: A Complete Encyclopedia.   [2016-08-14]. （原始内容存档于2016-08-09）.
- Deitert, A. Steve. . The Numismatist (Colorado Springs, Col.: American Numismatic Association). 2011-01: 36–39.
- Hale, Grace Elizabeth. . The Georgia Historical Quarterly (Lincoln, Neb.: Georgia Historical Society). Spring 1998, 82 (1): 22–44. JSTOR 40583695.
- LaMarre, Tom. . Coins (Iola, Wis.: Krause Publications, Inc.). 2002-06: 34–36, 38, 40, 69.
- . The New York Times (The New York Times Company). 1935-04-04  [2016-08-19]. （原始内容存档于2016-03-06）.(subscription required)